# Gert Coetzee
Gert Cornelius Johannes Coetzee – południowoafrykański zapaśnik walczący w stylu wolnym. Brązowy medalista igrzysk afrykańskich w 2015. Wicemistrz Afryki w 2015. Trzeci na mistrzostwach Wspólnoty Narodów w 2017 roku.